# 北区立滝野川小学校
北区立滝野川小学校（きたくりつたきのがわしょうがっこう）は、東京都北区西ケ原にある公立小学校。

## 沿革
- 1890年（明治23年）- 滝野川尋常高等小学校として開校。[1]
- 1901年（明治34年）- 田端分教場設置。（1909年（明治42年）独立。現在の滝野川第一小学校）[1]
- 1901年（明治34年）- 滝野川分教場設置。（1909年（明治42年）独立。現在の滝野川第二小学校）[1]
- 1925年（大正14年）- 滝野川第五小学校創立により児童分割[1]
- 1928年（昭和3年）- 滝野川第七小学校創立により児童分割[1]
- 1930年（昭和5年）- 滝野川第八小学校創立により児童分割（現在の西ケ原小学校）[1]
- 1935年（昭和10年） - 滝野川東高等小学校創立により児童分割（現在の田端中学校）[1]
- 1941年（昭和16年）- 国民学校令により滝野川国民学校と校名変更[1]
- 1947年（昭和22年）- 東京都北区立滝野川小学校と校名変更[1]
- 1954年（昭和29年） - 滝野川第七小学校再設置にともない児童分割[1]
- 1989年10月27日（平成元年）- 創立100周年記念式典[1]
- 2020年10月27日（令和2年）- 創立130周年記念式典[1]

## 教育方針
- 元気で心身ともに健康で、情操豊かな子ども[2]
- 仲良く決まりを守り、互いに助け合う子ども[2]
- 元気よくよく考えて、最後までやりぬく子ども[2]

## 交通
- 山手線・東京メトロ南北線・駒込駅 - 徒歩8分